# Bernhard Egger (Theologe)

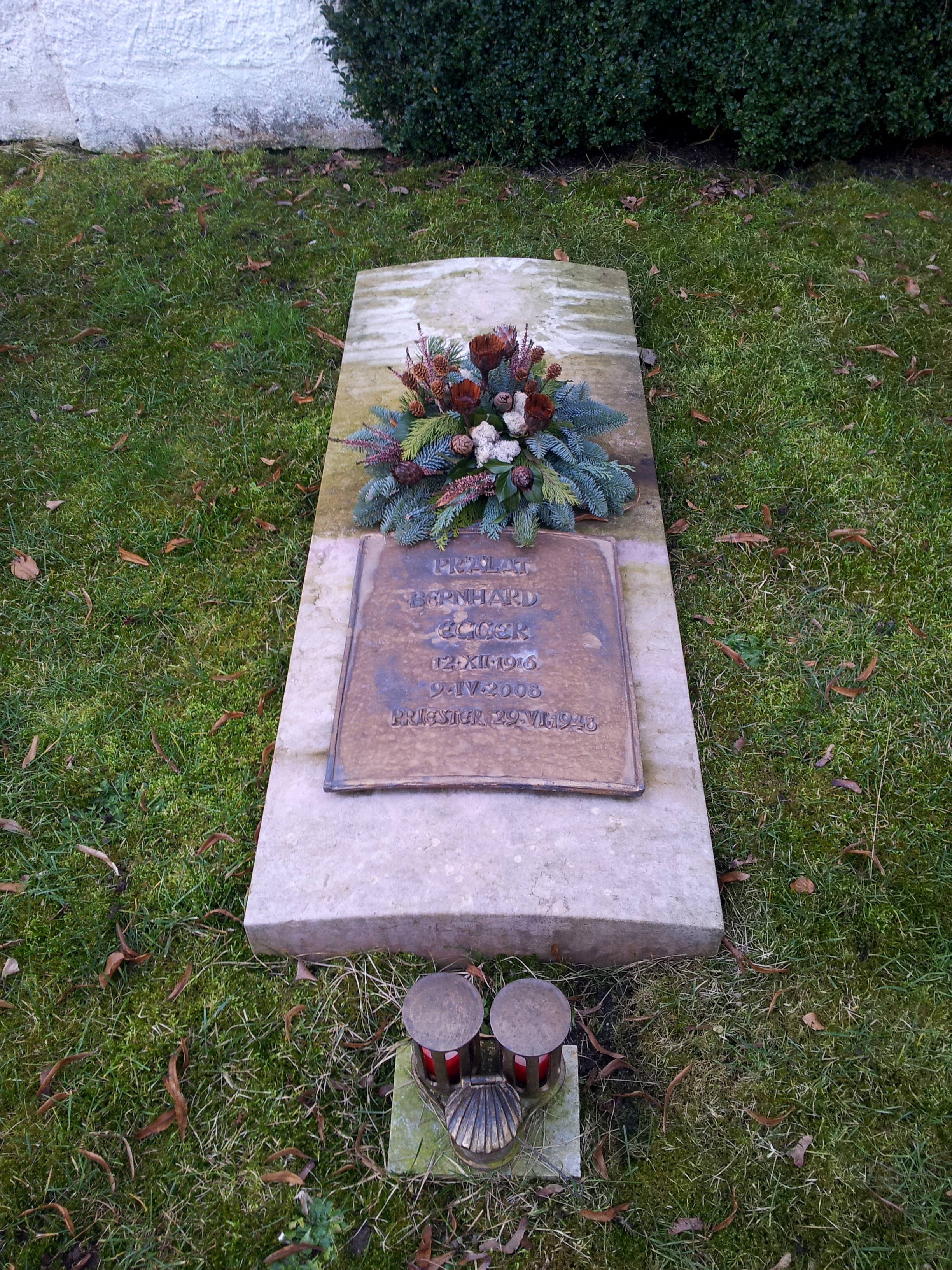
Grab im Kreuzganghof des Freisinger Domes

Bernhard Egger (* 12. Dezember 1916 in Leiten (Schlossberg); † 9. April 2008) war ein deutscher römisch-katholischer Theologe, Pädagoge, Priester und Verlagsleiter.

## Leben
Aufgewachsen als Sohn eines Bauern aus einem Einödhof im Landkreis Rosenheim, studierte Egger katholische Theologie. Am 29. Mai 1948 empfing er durch den Münchner Erzbischof Michael Faulhaber die Priesterweihe für die Erzdiözese München und Freising. Neben anderen Aufgaben war er mehrere Jahre Religionslehrer am Camerloher-Gymnasium in Freising.
Egger war von 1970 bis 1987 Ordinariatsrat im Erzbischöflichen Ordinariat in München und stellvertretender Generalvikar. Gleichzeitig war er ab 1970 als Nachfolger von Prälat Simon Irschl Vorsitzender des Sankt Michaelsbundes in Bayern und in München und so verantwortlich für verschiedene Formen der Medienpräsenz der Kirche in Bayern. So war er auch Herausgeber der Münchner Katholischen Kirchenzeitung und gestaltete deren Neuausrichtung zu einem Dialogmedium (Erich Jooß) mit, das die Auseinandersetzungen der Zeit aufnahm und sich ihnen stellte. Ebenso war er in der katholischen Büchereiarbeit engagiert und war auch früh offen für die Entwicklung des kirchlichen Medienwesens in das Feld der Neuen Medien. 1990 gab er die Aufgaben des Landes- und Diözesanvorsitzenden des Michaelsbundes an Prälat Sebastian Anneser ab. 
Egger lebte in Freising im Lerchenfeldhof am Domberg, zuletzt im Heiliggeistspital. Er starb am 9. April 2008 und wurde am 14. April 2008 von Domdekan Lorenz Wolf im Kreuzganghof des Freisinger Mariendoms beerdigt, neben seinen Kollegen im Metropolitankapitel Friedrich Fahr und Michael Höck.

## Wirken
Egger begleitete und förderte in seinen verschiedenen beruflichen Rollen (Präfekt am Klerikalseminar, Verantwortlicher für Studienstipendien des Erzbistums) mehrere Generationen von Theologinnen und Theologen und zukünftigen Seelsorgerinnen und Seelsorgern der Erzdiözese München und Freising im Rahmen ihrer Ausbildung und nahm so wesentlichen Einfluss auf die Personalentwicklung der katholischen Kirche. An Namen sind u. a. für viele zu nennen Georg und Josef Ratzinger. Als enger Mitarbeiter von Julius Döpfner in der Diözesanleitung hat er zusammen mit Ernst Tewes und Gerhard Gruber die Einführung der pastoralen Berufe der Gemeindereferenten und Pastoralreferenten mit initiiert.

### Auszeichnungen
- 1979 Ehrendomherr des Metropolitankapitels München
- 1980 Päpstlicher Ehrenprälat
- 2000  Verdienstkreuz am Bande des Verdienstordens der Bundesrepublik Deutschland